# Craticulina seriata
Craticulina seriata (лат.) — вид мух рода Craticulina, семейства Sarcophagidae.

## Описание
Длина тела 6—7 мм, песочной окраски.
Личинки являются инквилинами в гнёздах ос Bembex melanops, Bembex fuscipennis. Имаго встречаются в пустынях и поймах рек, питаются на соцветиях зонтичных и сложноцветных.

## Распространение
Обитает в Ботсване, Гамбии, Гвинее, Лесото, Либерии, Малави, Мозамбике, Намибии, ЮАР, Танзании, Того, Заире, Зимбабве.